# Бонд, Алистэр
Алистэр Бонд (англ. Alistair Bond; род. 16 августа 1989, Данидин) — новозеландский гребец, выступавший за сборную Новой Зеландии по академической гребле в 2012—2016 годах. Серебряный призёр чемпионата мира, победитель четырёх этапов Кубка мира, участник летних Олимпийских игр в Рио-де-Жанейро.

## Биография
Алистэр Бонд родился 16 августа 1989 года в городе Данидин, Новая Зеландия.
Младший брат титулованного гребца Хэмиша Бонда, двукратного олимпийского чемпиона, многократного чемпиона мира.
Заниматься академической греблей начал в 2003 году, проходил подготовку во время учёбы в Университете Отаго, состоял в местном университетском гребном клубе, неоднократно принимал участие в различных студенческих регатах. Получив степень бакалавра геодезии, впоследствии поступил в Университет Мэсси, где стал магистром в области природопользования.
Дебютировал на взрослом международном уровне в сезоне 2012 года, когда вошёл в состав новозеландской национальной сборной и выступил на чемпионате мира в Пловдиве — в зачёте распашных безрульных двоек лёгкого веса занял итоговое десятое место.
В 2014 году стартовал на двух этапах Кубка мира, побывал на мировом первенстве в Амстердаме, откуда привёз награду серебряного достоинства, выигранную в лёгких безрульных четвёрках — в решающем заезде уступил только экипажу из Дании.
В 2015 году в той же дисциплине одержал победу на этапах Кубка мира в Варезе и Люцерне, финишировал четвёртым на чемпионате мира в Эгбелете.
В 2016 году был лучшим на этапах Кубка мира в Люцерне и Познани. Благодаря череде удачных выступлений удостоился права защищать честь страны на летних Олимпийских играх в Рио-де-Жанейро — в составе экипажа, куда также вошли гребцы Питер Тейлор, Джеймс Лассче и Джеймс Хантер, в программе лёгких безрульных четвёрок стал в главном финале пятым.
После Олимпиады в Рио Бонд больше не показывал сколько-нибудь значимых результатов в гребле на международной арене.